# Morgane
Morgane, echte naam Ingrid Simonis, (Blegny, 23 augustus 1975) is een Belgische zangeres die haar land vertegenwoordigde tijdens het Eurovisiesongfestival 1992.

## Levensloop
Op 8 maart 1992 werd Morganes lied Nous, on veut des violons in een preselectie van tien gekozen om België te vertegenwoordigen tijdens het zevenendertigste Eurovisiesongfestival, op 9 mei te Malmö, Zweden. Op het festival zelf had het lied minder succes: België eindigde 20ste, drie landen achter zich latend.
Na het Eurovisiesongfestival heeft Morgane nog verscheidene albums uitgebracht en kwam ze nog vaak op televisie, totdat ze moeder werd, halfweg de jaren 90. Ze bleef muziek maken, maar buiten het oog van de camera. Uiteindelijk kreeg ze drie kinderen.
In 2009 maakte ze een comeback, nu vooral rock en gothic zingend.
1956: Fud Leclerc + Mony Marc · 
1957: Bobbejaan Schoepen · 
1958: Fud Leclerc · 
1959: Bob Benny · 
1960: Fud Leclerc · 
1961: Bob Benny · 
1962: Fud Leclerc · 
1963: Jacques Raymond · 
1964: Robert Cogoi · 
1965: Lize Marke · 
1966: Tonia · 
1967: Louis Neefs · 
1968: Claude Lombard · 
1969: Louis Neefs · 
1970: Jean Vallée · 
1971: Lily Castel & Jacques Raymond · 
1972: Serge & Christine Ghisoland · 
1973: Nicole & Hugo · 
1974: Jacques Hustin · 
1975: Ann Christy · 
1976: Pierre Rapsat · 
1977: Dream Express · 
1978: Jean Vallée · 
1979: Micha Marah · 
1980: Telex · 
1981: Emly Starr · 
1982: Stella · 
1983: Pas de Deux · 
1984: Jacques Zegers · 
1985: Linda Lepomme · 
1986: Sandra Kim · 
1987: Liliane Saint-Pierre · 
1988: Reynaert · 
1989: Ingeborg · 
1990: Philippe Lafontaine · 
1991: Clouseau · 
1992: Morgane · 
1993: Barbara · 
1995: Frédéric Etherlinck · 
1996: Lisa del Bo · 
1998: Mélanie Cohl · 
1999: Vanessa Chinitor · 
2000: Nathalie Sorce · 
2002: Sergio & The Ladies · 
2003: Urban Trad · 
2004: Xandee · 
2005: Nuno Resende · 
2006: Kate Ryan · 
2007: The KMG's · 
2008: Ishtar · 
2009: Copycat · 
2010: Tom Dice · 
2011: Witloof Bay · 
2012: Iris · 
2013: Roberto Bellarosa · 
2014: Axel Hirsoux · 
2015: Loïc Nottet · 
2016: Laura Tesoro · 
2017: Blanche · 
2018: Sennek · 
2019: Eliot · 
2021: Hooverphonic · 
2022: Jérémie Makiese · 
2023: Gustaph · 
2024: Mustii · 
2025: Red Sebastian